# محمد الضر
محمد الضر (عربی: Mohammed Alzeer) تاجر اهل عربستان سعودی است. او در طائف زاده شده است. او سهامدار عمده شرکت MAZ Aviation است.